# Valea Mare (gmina Roșiori)
Valea Mare – wieś w Rumunii, w okręgu Bacău, w gminie Roșiori. W 2011 roku liczyła 506 mieszkańców.